# Стойко Дмитро Вікторович
Дмитро́ Ві́кторович Сто́йко (3 лютого 1975, Олександрія) — колишній український футболіст, воротар. До 2014 року працював тренером воротарів у «Таврії».

## Біографія

### Клубна кар'єра
Вихованець кіровоградського футболу. Почав професіональну кар'єру в клубі «Металург» з Новомосковська, клуб виступав у другій лізі України. З 1999 року по 2001 рік виступав за харківський «Металіст-2». На початку 2002 року перейшов в кіровоградську «Зірку». У сезоні 2002–2003 разом з командою став переможцем першої ліги і вийшов до вищої ліги. У вищій лізі дебютував 12 липня 2003 року в домашньому матчі проти київського « Арсеналу» (1:0) . Всього за «Зірку» він провів 71 матч і пропустив 58 м'ячів. Літом 2004 року перейшов в полтавську команду « Ворскла-Нафтогаз» . У команді він відіграв один сезон і зіграв 10 матчів, в яких пропустив 16 голів.
У червні 2005 року перейшов в новостворений клуб « Харків». У команді він став основним воротарем. 26 жовтня 2008 рік а в матчі проти донецького « Шахтаря» (0:0), Стойко грав велику частину матчу зі зламаним зап'ястям . На 32-й хвилині поєдинку Дмитро в падінні забрав м'яч, після цього форвард противників Брандао наступив бутсом на руку Стойка, тим самим зламавши йому зап'ястя. Попри це він вирішив дограти матч до кінця, тому що інший воротар Мацей Налєпа напередодні матчу захворів, а Ігор Ходанович був недосвідченим . У цьому матчі він не пропустив жодного гола і тому сайт Football.ua поставив його в збірну туру . Всього за «Харків» в чемпіонаті України він провів 50 матчів і пропустив 73 голи.
У липні 2009 року підписав контракт за схемою «1+1» з сімферопольською « Таврією» . Як сказав головний тренер Сергій Пучков, контракт із Стойко підписали для заміни Максима Старцева . У команді дебютував 15 серпня 2009 року в виїзному матчі Кубка України проти дніпродзержинської « Сталі» (0: 4). Після того як травмувався Старцев, Стойко тимчасово став основним воротарем команди . Незабаром Дмитро надірвав зв'язку, з цього тренери вирішили ставити в основний склад Вадима Деонаса . Стойко тривалий час залишався запасним воротарем, але після того як головним тренером став Валерій Петров він знову став основним голкіпером.
У сезоні 2011/12 взагалі перестав навіть потрапляти до заявки і влітку 2012 року завершив ігрову кар'єру, ставши тренером воротарів у «Таврії».

### Приватне життя
Виховує троїх дітей..

## Досягнення
- Володар Кубка України (1): 2009/2010
- Переможець Першої ліги Україна (1): 2002/2003